# Xã Moord, Quận Slope, Bắc Dakota
Xã Moord (tiếng Anh: Moord Township) là một xã thuộc quận Slope, tiểu bang Bắc Dakota, Hoa Kỳ. Năm 2010, dân số của xã này là 18 người.